# アリヤネット・ムリッチ
アリヤネット・アナン・ムリッチ（セルビア・クロアチア語: Arijanet Anan Murić, Аријанет Анан Мурић、アルバニア語: Arijanet Samir Muriqi、1998年11月7日 - ）は、スイス・シュリーレン出身のコソボのサッカー選手。コソボ代表。イプスウィッチ・タウンFC所属。ポジションはGK。

## クラブ歴

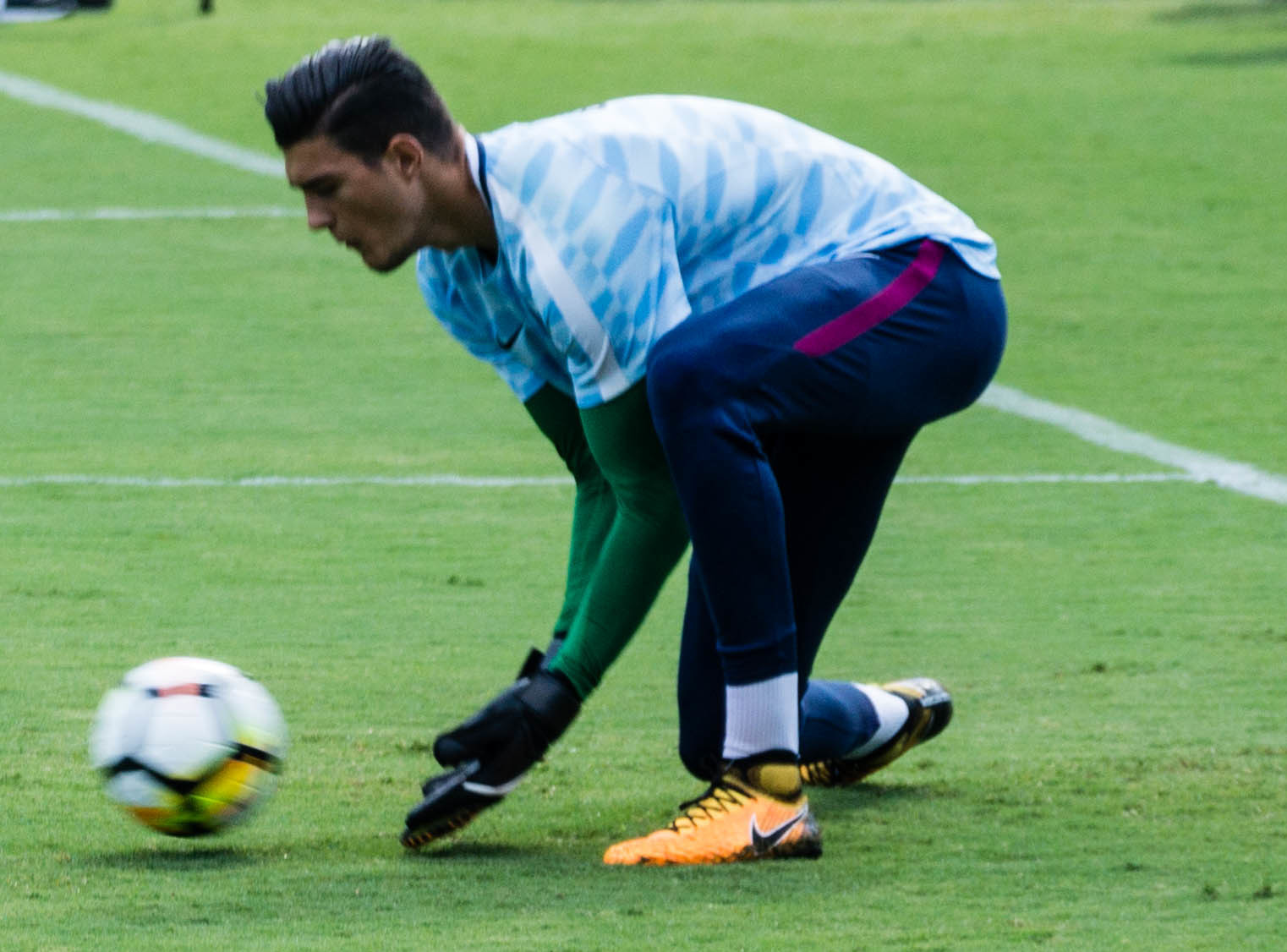
2017年7月、マンチェスター・シティFCにて

SCヤング・フェローズ・ユヴェントス、FCチューリッヒ、グラスホッパー・クラブ・チューリッヒの下部組織に在籍した後、2015年にマンチェスター・シティ EDSに移籍した
2017年7月27日にマンチェスター・シティFCと3年のプロ契約を締結。2018年7月31日にエールディヴィジのNACブレダに1シーズンの期限付き移籍。8月18日にスターティングメンバーに名を連ね、リーグ初出場。しかし同月22日にマンチェスター・シティのセカンドキーパーであるクラウディオ・ブラーボが長期離脱したために呼び戻された。このため25日にはプレミアリーグでベンチ入りした。9月25日にEFLカップでフル出場し、マンチェスター・シティのトップチームで初出場を記録した。
2019年7月9日にEFLチャンピオンシップのノッティンガム・フォレストFCに1シーズンの期限付き移籍。
2020年9月18日にマンチェスター・シティと同じシティ・フットボール・グループ傘下のジローナFCにパブロ・モレノとともに期限付き移籍。しかしフアン・カルロスが正ゴールキーパーを務める中でもセグンダ・ディビシオンでの先発の機会を得たが、シュートキャッチした際にクロスバーにボールが当たって落としてしまいそこを詰められて失点し0-1の敗戦という手痛いミスをしてしまったのもあり、第3ゴールキーパーへと転落し、最終的には期限付き移籍を打ち切る形となった。
2021年2月1日にエールディヴィジのヴィレムIIに期限付き移籍。正ゴールキーパーのロビン・ライテルが負傷しており、その代役として同年夏までの期限で加入となった。
2022年7月22日、バーンリーFCへ完全移籍。4年契約を結んだ。加入後から正GKの座を射止めると、リーグ戦41試合に出場。チームの昇格とリーグ優勝に大きく貢献した。しかし昇格して迎えた2年目は、新加入の若手であるジェームズ・トラッフォードにポジションを奪われ、第2GKへ降格。その後チームの状況が上向かないことからシーズン終盤に先発に抜擢されたが、自身の活躍実らずチームは1年で降格となった。
2024年7月17日、イプスウィッチ・タウンFCに4年契約で移籍した。
2025年8月13日、買取オプション付きのローンでUSサッスオーロ・カルチョに加入した。

## 代表歴
2017年8月22日にU-21モンテネグロ代表に招集された。UEFA U-21欧州選手権2019予選のU-21カザフスタン代表戦、親善試合のU-21ボスニア・ヘルツェゴビナ代表戦のメンバーとしての招集であった。9月5日にボスニア・ヘルツェゴビナ代表戦にスターティングメンバーとして出場し、代表初出場となった。この試合ではペナルティボックス外で手でボールを扱い退場。10月9日のU-21スロベニア代表戦にも出場したが、相手選手に頭突きをし、退場となった。その後も本人はモンテネグロ代表入りを希望していたが、年代別代表も含めてモンテネグロから招集される事はなかった。
2018年8月26日、コソボサッカー連盟による数ヶ月の説得を経て、コソボ代表入りを決断した。11月9日のUEFAネーションズリーグ2018-19のマルタ代表、アゼルバイジャン代表戦に招集された。20日のアゼルバイジャン代表戦でスターティングメンバーとして出場し、コソボ代表初出場となった。

## 私生活
スイスのチューリッヒ州シュリーレンで、現モンテネグロのロジャイェ出身のアルバニア人家庭に生まれた。このため、スイス、モンテネグロ、コソボの三重国籍である。

## タイトル
マンチェスター・シティ
- FAカップ：2018-19
- EFLカップ：2018-19

バーンリー
- EFLチャンピオンシップ：2022-23